# Johann Gottfried Schadow
Johann Gottfried Schadow (ur. 20 maja 1764 w Berlinie, zm. 27 stycznia 1850 tamże) – niemiecki rzeźbiarz, malarz i grafik, przedstawiciel klasycyzmu.

## Życiorys
Studiował w Akademii Sztuk Pięknych w Berlinie, a w latach 1785–1787 kształcił się we Włoszech, gdzie zetknął się z Antonio Canovą. Po powrocie do Berlina w 1788 został rzeźbiarzem nadwornym. W 1810 roku został dyrektorem Szkoły Architektury, a od 1816 był dyrektorem Pruskiej Akademii Sztuk Pięknych w Berlinie. W 1842 otrzymał Pour le Mérite za Naukę i Sztukę.
Był dwukrotnie żonaty. Pierwszą żoną była Anna Davidels i miał z nią dwóch synów: Rudolfa i Friedricha Wilhelma, którzy także odegrali ważną rolę w historii sztuki. Po raz drugi ożenił się w 1817 roku z Caroline Henriette Rosenstiel i miał z nią czworo dzieci.

## Twórczość
Główne dzieła: „Perseusz i Andromeda”, pomnik hr. von der Mark w kościele św. Doroty w Berlinie (1796), kwadryga z postacią Wiktorii na Bramie Brandenburskiej (1789), posągi Fryderyka II Wielkiego w Szczecinie (1793), generała von Ziethena, królowej Luizy z siostrą, Blüchera, Lutra, Jana Sebastiana Bacha, Dessauera i in. Pozostawił też szereg sztychów i rysunków. Wydał kilka dzieł teoretycznych, jak: „Polyklet, oder von den Massen des Menschen nach dem Geschlecht u. Alter”, „Kunstwerke u. Kunstansichten”. Johann Gottfried Schadow wykształcony w duchu klasycyzmy i kultu antyku w dziełach i naukach podkreślał znaczenie studium natury. Tworzył rzeźby architektoniczne, reliefy, grobowce, portrety i medaliony. Odegrał ważną rolę jako pedagog publikując szereg prac teoretycznych.

## Wybrane realizacje

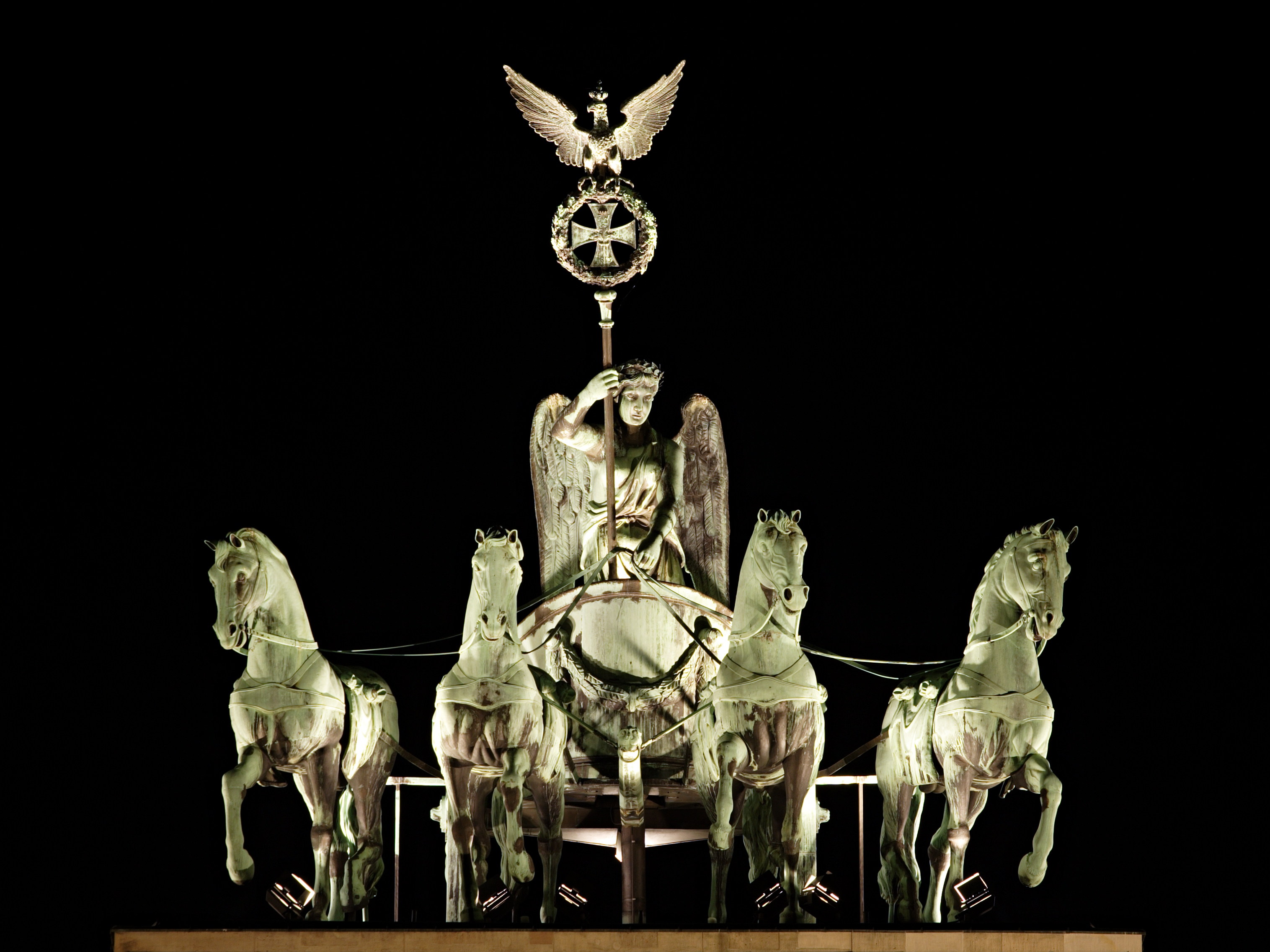
Kwadryga Zwycięstwa

- Kwadryga Zwycięstwa na Bramie Brandenburskiej w Berlinie
- Posągi lwów w parku im. rotm. Witolda Pileckiego w Zabrzu
- Posągi lwów przed Palmiarnią w Gliwicach[1]